# سرزمین پست کورا-ارس

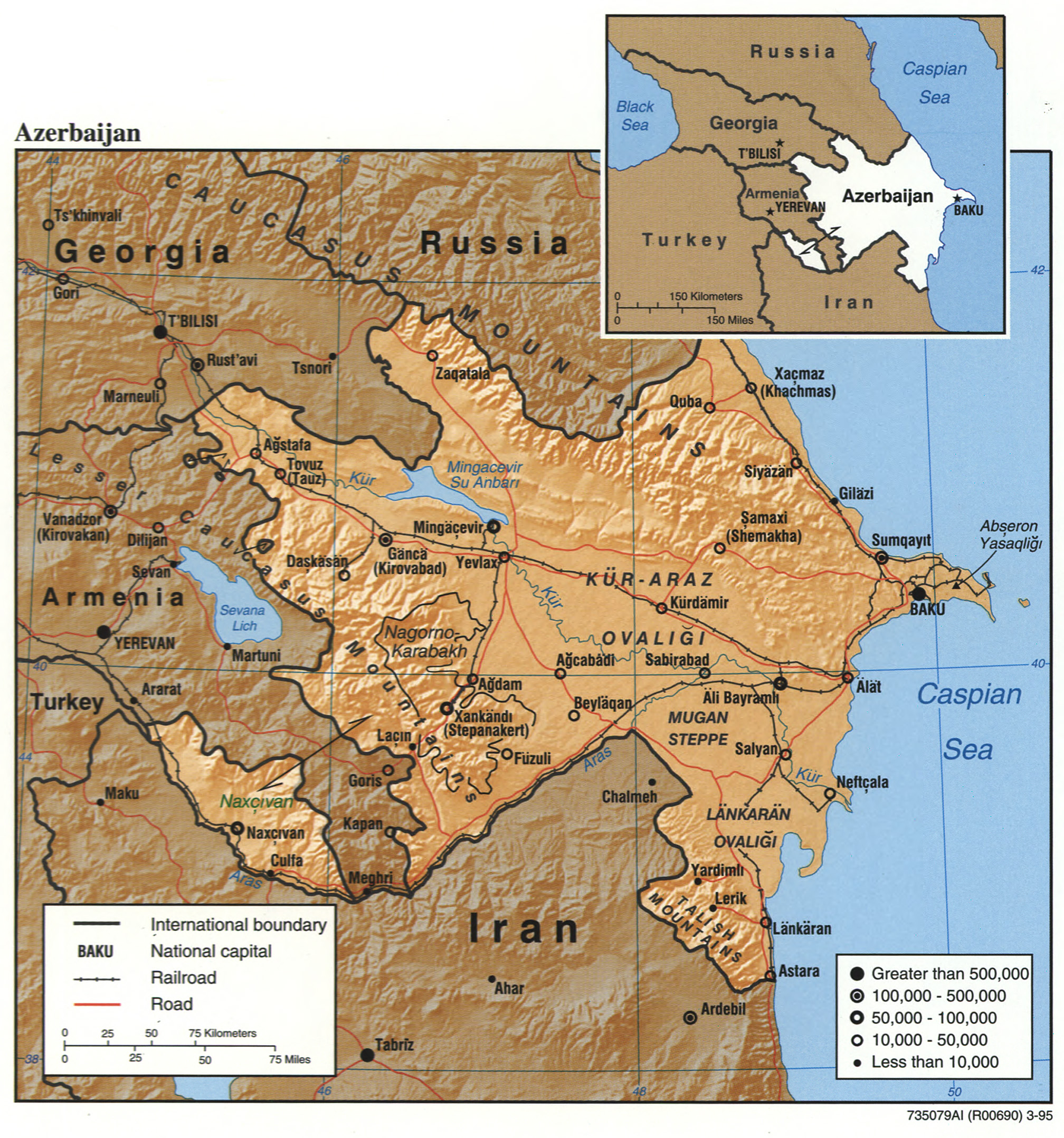
جمهوری آذربایجان

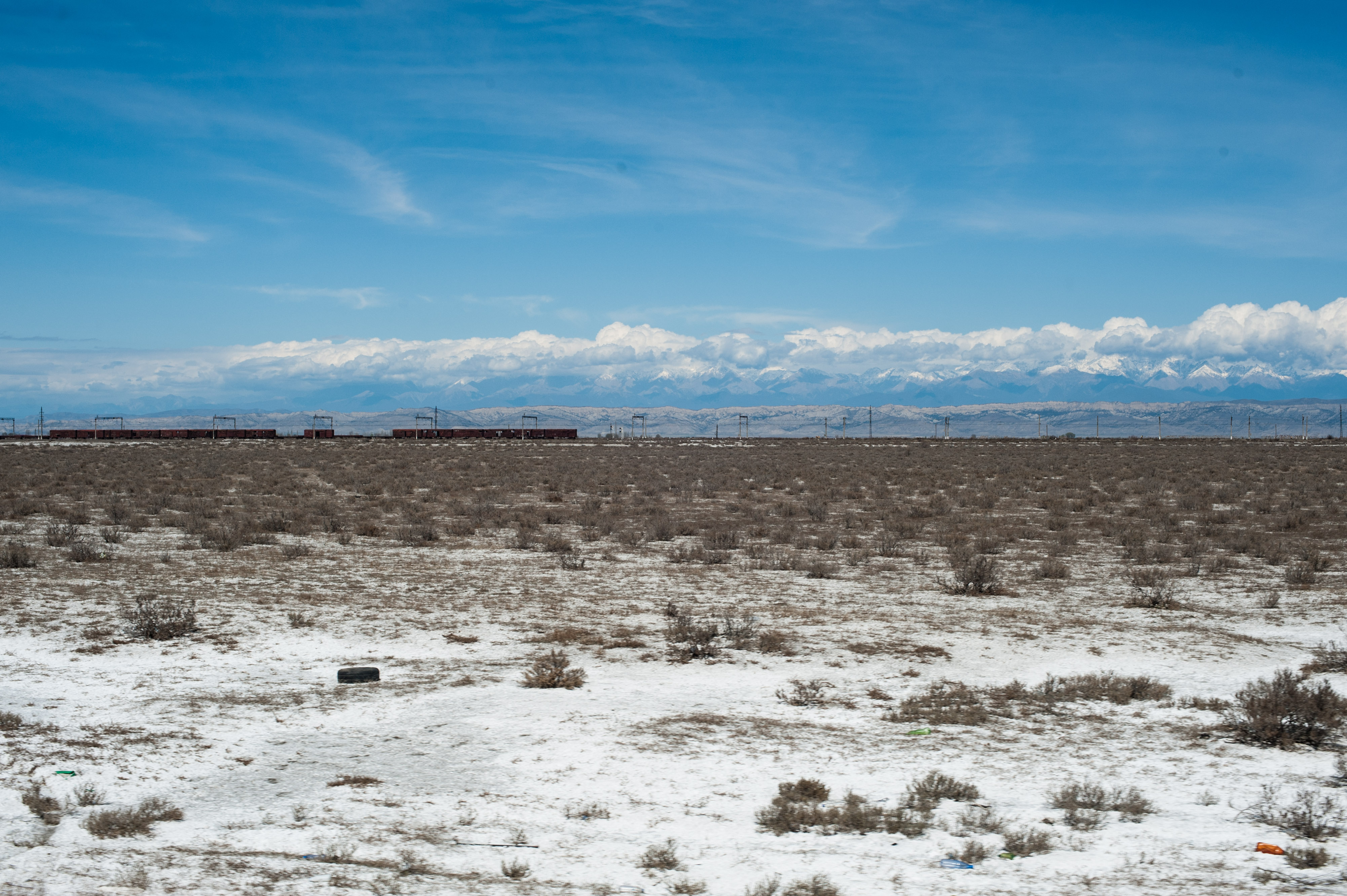
سرزمین پست کورا - ارس

سرزمین پست کورا - ارس (ترکی آذربایجانی: Kür-Araz ovalığı) یک فرورفتگی گسترده در بخش مرکزی و جنوبی جمهوری آذربایجان است که توسط رود کورا و ارس تغذیه و آبیاری می شود. این ناحیه در ساحل غربی دریای کاسپین قرار گرفته و بخشی از پست‌بوم آرال - کاسپین است. این ناحیه توسط قفقاز بزرگ از شمال، قفقاز کوچک از غرب و کوه‌های تالش از جنوب محصور شده است. نام این ناحیه برگرفته از نام دو رودخانه مهم و پرآب این منطقه یعنی کورا و ارس است.

## خوانش بیش‌تر
- Akif A. Alizadeh, Ibrahim S. Guliyev, Fakhraddin A. Kadirov, Lev V. Eppelbaum (Jun 17, 2016). Geosciences of Azerbaijan. Springer. p. 17. ISBN 978-3-319-27395-2.{{cite book}}:  نگهداری یادکرد:نام‌های متعدد:فهرست نویسندگان (link)